# 蓋勲
蓋勲（こう くん、141年 - 191年）は、後漢の官僚・軍人。字は元固。本貫は敦煌郡広至県。

## 経歴
代々太守級に上った家柄に生まれた。はじめ孝廉に察挙され、漢陽長史となった。
184年（中平元年）、北地郡の羌胡と辺章らが隴右に侵攻すると、涼州刺史の左昌は討伐軍を起こすのに乗じて数万石の軍糧を盗んだ。蓋勲が強く諫めると、左昌は怒り、蓋勲に命じて別に阿陽県に駐屯させ、反乱軍の攻撃を防がせた。左昌は蓋勲に軍事的失敗をさせて罪に落とそうと目論んでいたが、蓋勲はかえってたびたび戦功を挙げた。辺章らが金城郡を攻撃し、郡守の陳懿を殺害すると、蓋勲は金城郡を救おうと勧めたが、左昌は従わなかった。辺章らが進軍して冀県の左昌を包囲すると、左昌は恐れて蓋勲を呼び寄せた。蓋勲ははじめ従事の辛曾や孔常とともに阿陽県に駐屯していたが、左昌の檄文が届くと、辛曾らは疑って赴くべきでないと主張した。蓋勲は「むかし荘賈が期日に遅れると、司馬穰苴は剣を振るって処刑した。今の従事はいにしえの監軍（荘賈）の故事を重しとしないのか」と怒っていった。辛曾らは恐れて蓋勲に従った。蓋勲は即座に兵を率いて左昌を救援した。到着すると、蓋勲は辺章らの反乱の罪を責め、降伏をうながした。反乱者たちは「左使君がもし早くに君の言に従っていれば、我々も帰順できたかもしれない。今はすでに罪が重く、降伏することはできない」といって、包囲を解いて去っていった。
左昌は横領の罪を問われて免官され、宋梟が代わって刺史となった。宋梟は反乱が多発するのに悩んで、「涼州は学術に乏しく、そのため反乱や暴行がしばしば起こっている。『孝経』を多く写本させて、家々にこれを習わせれば、民衆も義を知るようになるだろう」と蓋勲にいった。蓋勲は「むかし太公望が封じられた斉では、崔杼が主君の荘公を殺しました。伯禽が侯となった魯では、慶父が閔公を殺害して位を奪おうとしました。この2国には学者が乏しかったのでしょうか。いま兵難を静める手立てを急がず、常識外れのことを行えば、一州の怨みを結ぶに足るばかりか、さらには朝廷の笑い者になりましょう。蓋勲には考えが理解できません」と諫めた。宋梟は蓋勲の諫言を聞き入れず、奏上して『孝経』頒布を行った。はたして宋梟は詔書による問責を被り、罪に問われて召還された。
ときに羌が反乱を起こして護羌校尉の夏育を畜官で包囲した。蓋勲は夏育を救援すべく州郡の兵を糾合し、狐槃に進軍して羌に敗れた。蓋勲は残軍百人あまりを再編して、魚鱗の陣を布いた。羌の精鋭の騎兵に挟み撃ちにされて敗れ、捕らえられた。羌は蓋勲の身柄を漢陽郡に送還した。後に刺史の楊雍が蓋勲の功績を上表すると、蓋勲は漢陽太守を兼ねた。
後に蓋勲は官を去った。霊帝に召し出されて討虜校尉に任じられた。蓋勲は宗正の劉虞や佐軍校尉の袁紹とともに禁兵をつかさどった。蓋勲は劉虞らと結んで宦官排斥を計画した。しかし司隷校尉の張温が蓋勲を京兆尹に推挙した。蹇碩らは蓋勲を嫌っていたため、張温の上奏に従うよう霊帝に勧め、蓋勲は京兆尹に任じられた。ときに漢陽郡の王国が反乱を起こし、十数万人を集めて、陳倉を攻撃した。蓋勲は郡兵5000人を率い、士孫瑞・魏傑・杜楷・楊儒・第五儁ら5都尉を任用して、反乱を討伐した。
189年（中平6年）、蓋勲は洛陽に召還されて議郎となった。左将軍の皇甫嵩が精兵3万を率いて扶風郡に駐屯すると、蓋勲は皇甫嵩と結んで董卓を討とうと図った。190年（初平元年）、皇甫嵩が召還されると、蓋勲は兵力が少ないため自立できないとして、皇甫嵩とともに洛陽に帰った。朝廷では公卿以下、董卓にへりくだらない者はいなかったが、ひとり蓋勲が董卓と礼の作法を争ったため、見る者はみな色を失った。董卓が司隷校尉に任じるべき人物を司徒の王允に訊ねると、王允は蓋勲を推薦した。董卓は「この人は智に明るいこと余りあるが、有力な武官職に任じるべきではない」といって、蓋勲を越騎校尉に任じた。さらに董卓は蓋勲に長らく禁兵を管掌させることを望まず、潁川太守として出向させることにした。郡に着任する前に、洛陽に召還させた。191年（初平2年）、背中に疽ができて死去した。享年は51。安陵に葬られた。
子に蓋順があり、官は永陽太守に上った。

## 人物・逸話
- ときに武威太守が権勢をたのんで、貪婪横暴をほしいままにしたので、従事の蘇正和がその罪を調べて立件した。涼州刺史の梁鵠は貴戚をおそれて、蘇正和を殺して恨みを買うのを免れようと、蓋勲に相談した。蓋勲はもともと蘇正和と仇敵の間柄だったため、ある人がこれによって仇を報じることができると蓋勲に勧めた。蓋勲は「いけない。良人の殺害を図るのは忠ではない。人の危難に乗じるのは仁ではない」といった。そこで蓋勲は「鷹や鸇（ハヤブサ）を繋いで養うのは狩りをさせるためです。狩りをさせて煮殺してしまっては、何の役に立ちましょうか」と梁鵠を諫めた。梁鵠はその言に従った。蘇正和は命が助かったことを喜び、蓋勲を訪れて感謝を伝えようとした。蓋勲は会わず、「わたしは梁使君のために謀ったので、蘇正和のために謀ったわけではない」といい、怨むこと初めのとおりであった。
- 184年に黄巾の乱が起こると、もとの武威太守の黄雋が召還されたが、期日に間に合わなかった。梁鵠が黄雋の処刑を上奏しようとしたが、蓋勲が口添えして取りやめさせた。黄雋は黄金20斤で蓋勲に謝意を示したが、蓋勲は黄雋に「わたしはあなたの罪が減免条件にあたるとみたため、あなたのために発言したのです。わたしがどうして評を売りましょうか」といい、ついに受け取らなかった。
- 蓋勲が夏育を救援するために羌と戦ったとき、蓋勲の軍勢は羌の精鋭の騎兵に挟み撃ちにされ、兵士たちの多くが戦死した。蓋勲は3か所に傷を負ったものの、踏みとどまって動かず、木を指さして標とし、「必ずわたしをここに葬るように」といった。句就種の羌の滇吾はもともと蓋勲に厚遇されていたので、「蓋長史は賢人であるので、おまえたちがかれを殺しては天に背くものとなる」と麾下の兵たちにいった。蓋勲は「死んでも捕虜にはならない。おまえが何を知っているというのか。早く来てわたしを殺せ」と罵った。兵士たちは顔を見合わせて驚いた。滇吾は馬を下りて蓋勲に与えたが、蓋勲は騎乗しようとはしなかった。蓋勲はついに反乱軍に捕らえられたが、羌族たちは蓋勲の義勇を慕っていたため、あえて害を加えず、漢陽郡に送還した。
- 蓋勲が漢陽太守のとき、飢饉が起こったため、蓋勲は穀物を徴発して分配し、真っ先に自分の家の食糧を供出した。このため生き残った人が1000人あまりいた。
- 霊帝が蓋勲を召しだして「天下はどうしてこのように反乱に苦しんでいるのか」と諮問すると、蓋勲は「寵臣の子弟たちが天下を乱しているのです」と答えた。このとき宦官の上軍校尉の蹇碩が座にいたので、霊帝は蹇碩を顧みてこれについて訊ねると、蹇碩は恐れて答えることができなかった。このため蹇碩は蓋勲を恨んだ。霊帝がまた「わたしは平楽観に軍を整列させて閲兵し、宮中の財物を供出して兵士に分配したことがあったが、どうだろうか」と蓋勲に問うと、蓋勲は「臣は『先王は徳を輝かせて兵を見ず』と聞いています。いま反乱軍が遠くにあるのに、近場に軍陣を設けるのは、強い意志を明らかにするに足らず、武を汚すだけです」と答えた。霊帝は「よろしい。君と会うのが遅かったことが恨めしい。群臣たちにはかつてこの言葉がなかった」といった。
- 蓋勲が京兆尹であったとき、長安県令の楊党はその父が中常侍であり、勢威をたのんで貪欲放縦にふるまい、蓋勲が調べたところ1000万あまりの不正な財産を隠していた。貴族たちはみな楊党のために運動したが、蓋勲は聞き入れず、詳細を奏聞して楊党の父も連座させた。霊帝の詔が下って事件が徹底追及されると、洛陽は震撼した。
- 小黄門の高望は尚薬監であり、皇太子の寵臣であった。太子は蹇碩を通して高望の子の高進を孝廉に挙げさせたいと伝えてきたが、京兆尹の蓋勲は拒否した。ある人が「皇太子は副主であり、高望は太子に寵愛されています。さらには蹇碩は皇帝の寵臣です。あなたがかれらの要望に違背すれば、いわゆる三怨成府（3人の恨みを集めると、災いから逃れるのは難しい）というものです」と忠告したが、蓋勲は「賢者を選んで挙げるのが国に報いることである。賢くない者を排除できれば、死しても何の後悔があろうか」と答えた。
- 霊帝が死去し、董卓が洛陽に入って少帝を廃位し、何太后を殺害した。蓋勲は「むかし伊尹や霍光は功績を立てて権力を握りましたが、それでもなお細心の注意を払っていました。あなたは小人物であるのに、どうしてかれらのように終われましょうか。祝う者が門にあるとき、弔う者が廬にあるのです。慎しまないでいられましょうか」と董卓に信書を送った。董卓はその手紙を見て、蓋勲を嫌うようになった。
- あるとき河南尹の朱儁が董卓に軍事を説いた。董卓は「わたしは百戦百勝。心に決めたことは実現する人間だ。君は妄説してはいけない。わたしの刀を汚すことになるぞ」と朱儁を脅した。蓋勲は「むかし殷の武丁は賢明な王であったが、それでもなお諫言を求めてやまなかった。どうして君のような者が人の口をふさごうとするのか」と訊ねた。董卓は「冗談をいっただけだ」と答えた。蓋勲は「戯れながら怒言とは聞いたことがないが」といった。そこで董卓は朱儁に謝罪した。

## 伝記資料
- 『後漢書』巻58 列伝第48